# Džengis Čavušević
Džengis Čavušević (* 26. November 1987 in Ljubljana) ist ein slowenischer ehemaliger Fußballspieler.

## Karriere
Džengis Čavušević begann seine Karriere bei NK Šmartno, wo er auch die Nachwuchsabteilung durchlief. Auf die Saison 2003/04 hin wechselte er zu ND Slovan Ljubljana. Rund drei Jahre später erfolgte der Wechsel zum NK Domžale, wo er nach wenigen Einsätzen in seiner ersten Saison für die folgende Spielzeit an NK Bela krajina ausgeliehen wurde. Nach seiner Rückkehr zu Domžale kam Čavušević vermehrt zu Einsätzen und erzielte auch seine ersten Tore als Profifußballer.
In der Winterpause der Saison 2009/10 verpflichtete ihn der FC Wil. In der Challenge League erzielte er für die Wiler in 64 Spielen 32 Tore. Zur Saison 2012/13 erfolgte der Wechsel zum Aufsteiger FC St. Gallen, für den er in seinen ersten sechs Spielen vier Tore erzielte. Daraufhin erhielt Cavusevic seine erste Nominierung für die slowenische Nationalmannschaft und bestritt gegen Albanien sein erstes Länderspiel.
Kurze Zeit später erlitt Čavušević einen Kreuzbandriss und fiel über ein halbes Jahr aus. Gegen Ende der Saison kam er wieder zu einigen Teileinsätzen. Kurz nach Beginn der neuen Saison riss sich Čavušević bei einem Einsatz mit dem U21-Team das Kreuzband jedoch erneut. Erst nach neun Monaten konnte er Mitte 2014 wieder spielen.
Im Juli 2016 unterschrieb er einen Vertrag beim ehemaligen Ligakonkurrenten FC Zürich. Im Dezember 2017 wurde der Vertrag in gegenseitigem Einvernehmen aufgelöst. Im Februar 2018 wechselte er nach Australien zu Adelaide United.